# Museo Organológico de Valparaíso
El Museo Organológico de Valparaíso es el único museo organológico de Chile y conserva alrededor de 600 instrumentos musicales provenientes de diversas latitudes del mundo y forjados en diferentes épocas de la Historia Está  ubicado en el Cerro Bellavista, en la ciudad de Valparaíso, Chile.

## Origen
El Museo Organológico de Valparaíso surgió de la colección y estudio de los instrumentos musicales de la urbe, realizados por Fernando Ramírez Escare. Muchos de los instrumentos que hoy se encuentran al interior de este museo provienen de los embajadores naturales de la ciudad puerto, viajeros e inmigrantes avecindados en la ciudad.

## Colecciones
Los instrumentos se encuentran organizados en 4 salas: membranófonos (tambores), idiófonos (triángulos, maracas, campanas, sonajeros), aerófonos (quenas, flautas) y cordófonos (violines, guitarras). También se pueden encontrar libros con más de 600 volúmenes sobre historia, construcción y reparación de instrumentos, libros de partituras y música grabada como respaldo y guías especializadas.

## Premios
Entre los reconocimientos que ha tenido el Museo, destaca el Premio Ciudad Fundación Futuro 2012. Asimismo, en 2013 recibió el reconocimiento a su destacada participación en los actos conmemorativos del 10.ª Aniversario de la Declaración de Valparaíso como Patrimonio de la Humanidad, como también el Diploma de Honor de la Ilustre Municipalidad de Valparaíso a la Agrupación AURHA, en virtud de su aporte a la difusión musical y cultural.